# Velato
Il termine velato, o più spesso riservato, equivalente delle espressioni idiomatiche inglesi closeted e in the closet ("chiuso nell'armadio"), descrive persone lesbiche, gay, bisessuali e transgender (LGBT) che non hanno comunicato apertamente il proprio orientamento sessuale.
I motivi per cui una persona preferisce non manifestare il proprio orientamento possono essere molteplici, molto spesso collegati al contesto sociale di appartenenza o di riferimento. Tipicamente si tratta di una scelta dettata da condizionamenti dovuti a fattori esterni o a fattori di carattere individuale.
Tra i fattori esterni possono rientrare il vivere in un contesto sostanzialmente omofobo o comunque ostile alle differenze di orientamento sessuale; il timore che la rivelazione del proprio orientamento possa avere ripercussioni negative nell'ambito lavorativo o professionale; l'essere coinvolto in una relazione sentimentale o matrimoniale in conflitto con il proprio orientamento; il trovarsi in una posizione per cui l'espressione del proprio orientamento sessuale sia in conflitto aperto con il ruolo sociale ricoperto.
Tra i fattori di carattere individuale possono rientrare la difficoltà ad auto-accettarsi, fino al caso estremo dell'auto-negazione, o il timore di non essere accettati o essere respinti dagli affetti più vicini (familiari e amici).